# Asperula oppositifolia
Asperula oppositifolia är en måreväxtart som beskrevs av Eduard August von Regel och Johannes Theodor Schmalhausen. Asperula oppositifolia ingår i släktet färgmåror, och familjen måreväxter.

## Underarter
Arten delas in i följande underarter:
- A. o. baltistanica
- A. o. cabulica
- A. o. chitralensis
- A. o. grandiflora
- A. o. oppositifolia
- A. o. pseudocynanchica
- A. o. rechingeri
- A. o. sikaramensis
- A. o. swatensis
- A. o. albidula